# Alajärvi (sjö i Enare, Lappland)
Alajärvi är en sjö i kommunen Enare i landskapet Lappland i Finland. Sjön ligger 81,5 meter över havet. Arean är 38 hektar och strandlinjen är 4,58 kilometer lång. Sjön  ingår i Neidenälvens huvudavrinningsområde.   Den ligger omkring 370 kilometer norr om Rovaniemi och omkring 1100 kilometer norr om Helsingfors. 